# Yves Mankel
Yves Hagen Mankel (ur. 12 listopada 1970 w Gocie) – niemiecki saneczkarz, srebrny medalista igrzysk olimpijskich i mistrzostw świata raz trzykrotny medalista mistrzostw Europy.

## Kariera
Pierwszy sukces w karierze odniósł w 1991 roku, kiedy w parze z Thomasem Rudolphem zdobył srebrny medal w dwójkach na mistrzostwach świata w Winterbergu. Na rozgrywanych rok później mistrzostwach Europy w tej samej miejscowości Mankel zdobył złoty medal w zawodach drużynowych. W 1992 roku wystąpił również na igrzyskach olimpijskich w Albertville, gdzie razem z Rudolphem zajął drugie miejsce. Był to jego jedyny występ olimpijski. Zdobył także srebrny medal w drużynie i brązowy w dwójkach na mistrzostwach Europy w Königssee w 1994 roku. Ponadto w sezonach 1991/1992 i 1995/1996 zajmował drugie miejsce w klasyfikacji generalnej Pucharu Świata w dwójkach.

## Osiągnięcia

### Igrzyska olimpijskie
| Rok  | Miejsce     | Dwójki |
| ---- | ----------- | ------ |
| 1992 | Albertville | 2.     |

### Puchar Świata

#### Miejsca na podium w klasyfikacji generalnej
| Sezon     | Miejsce |
| --------- | ------- |
| 1991/1992 | 2.      |
| 1995/1996 | 2.      |